# Аминьевский мост
Ами́ньевский мост — однопролётный автодорожный мост из балочных железобетонных конструкций через реку Сетунь. Расположен на трассе Аминьевского шоссе в Западном административном округе города Москвы на границе районов «Можайский» и «Фили-Давыдково».
Название моста связано по проходящему по нему Аминьевскому шоссе.
Построен в 1965 году (инженер О. В. Сосонко, архитектор К. П. Савельев).